# مرد بهتر (ترانه لیتل بیگ تاون)
«مرد بهتر» (به انگلیسی: Better Man) تک‌آهنگی از گروه موسیقی کانتری لیتل بیگ تاون است که در ۲۰ اکتبر ۲۰۱۶ توسط کپیتال نشویل رکوردز به عنوان تک‌آهنگ اصلی هشتمین آلبوم استودیویی آن‌ها، خردکننده‌ها (۲۰۱۷) منتشر شد. این ترانه توسط خواننده-ترانه‌سرای آمریکایی تیلور سوئیفت درابتدا برای چهارمین آلبوم استودیویی‌اش، سرخ (۲۰۱۲) به‌تنهایی نوشته‌شده بود، اما در نهایت در آلبوم قرار نگرفت. ترانه برنده جایزه گرمی بهترین اجرای کانتری دونفره/گروه و نامزد دریافت بهترین ترانه کانتری در شصتمین مراسم جایزه گرمی شد.

## پیش زمینه

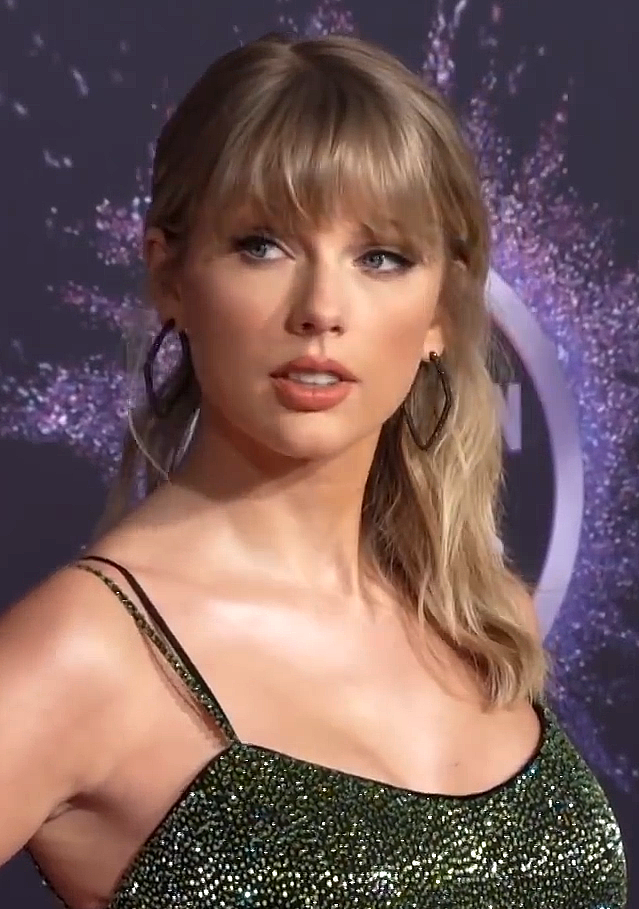
تیلور سوئیفت

این آهنگ توسط تیلور سوئیفت نوشته شده‌است. به گفته یکی از اعضای گروه کارن فیرچایلد
، سوئیفت به دلیل هارمونی‌ها به فکر گروه افتاد و آهنگ را برای آنها فرستاد. به گفته سوئیفت، این آهنگ در ابتدا برای چهارمین آلبوم استودیویی او سرخ (۲۰۱۲) در نظر گرفته شده بود. یک منبع ناشناس از یواس ویکلی گزارش داد که او آن را در ژوئیه ۲۰۱۶ برای گروه فرستاد.
ترانه «مرد بهتر» ۴ دقیقه و ۲۱ ثانیه است. آهنگ در تمپوی آهسته ۷۲ ضربه در دقیقه است که با امضای زمان ۴/۴ نوشته شده‌است. در کلید فا ماژور، با الگوی وتر F-C-B♭-B♭2-B♭ است. آواز اصلی کارن فیرچایلد از اف۳ تا بی۴ را در بر می‌گیرد.
سوئیفت در اوت ۲۰۲۱ فاش کرد که اجرای خود از «مرد بهتر» را برای ضبط مجدد سرخ در سال ۲۰۲۱ ضبط خواهد کرد.

## مرد بهتر (نسخه تیلور)
سوئیفت «مرد بهتر» را با عنوان فرعی «مرد بهتر (نسخه تیلور)»، برای دومین آلبوم ضبط‌شده‌اش، سرخ (نسخه تیلور)، که در ۱۲ نوامبر ۲۰۲۱ از طریق ریپابلیک رکوردز منتشر شد، که ضبط مجدد نسخهٔ قبلی هست. ضبط مجدد «مرد بهتر» توسط سوئیفت نوشته شده و توسط سوئیفت و آرون دسنر تهیه شده‌است. همچنین دارای گیتار استیل لپ و ارکستر معاصر لندن است که توسط برایس دسنر تنظیم شده‌است.